# Tamás Nádasdy
Pour les articles homonymes, voir Nádasdy.
Dans le nom hongrois Nádasdy Tamás, le nom de famille précède le prénom, mais cet article utilise l’ordre habituel en français Tamás Nádasdy, où le prénom précède le nom.
Baron Tamás  Nádasdy (Nádasdi és fogarasföldi báró Nádasdy Tamás en hongrois) (1498–1562), appelé le Grand Palatin, est un homme politique hongrois du XVIe siècle. 
Il est ban de Croatie et de Dalmatie (1537), főispán du comté de Vas, juge et commandant militaire du Royaume (1542) puis est élu Palatin de Hongrie en 1554, poste qu'il conserve jusqu'à sa mort en 1562 .
Il est le fils de Ferenc Nádasdy et de sa première épouse Orsolya Therjék de Szenterzsébet. Il épouse Orsolya Kanizsai avec qui il a trois fils, dont le général Ferenc I Nádasdy, grand-père de Ferenc II Nádasdy.